# Комаров, Алексей Никанорович
Алексей Никано́рович Комаро́в (1879—1977) — русский и советский живописец, скульптор, анималист.

## Биография
Родился в селе Скородное Тульской губернии (ныне — в Данковском районе Липецкой области). Внебрачный сын помещика П. Ф. Розетти и его экономки, крестьянки Д. К. Иншаковой. Воспитывался сестрами отца, своими тётями Екатериной Феликсовной, Дарьей Феликсовной и Маргаритой Феликсовной. Жил сначала в имении отца под Тулой, позже, когда Алексей подрос и пришло время учиться, тёти вместе с ним переехали в Тулу, где сняли квартиру сначала на Павшинской, а затем на Рубцовской улице. Учился в Туле в частной школе А. Н. Конопацкого и в Тульском реальном училище. Пробовал иллюстрировать книги знаменитых писателей. Пешком ходил в Ясную Поляну, не раз встречался со Львом Толстым
В 1898 году А. Н. Комаров приехал в Москву и поступил в Московское училище живописи, ваяния и зодчества (МУЖВЗ), в класс Н. А. Касаткина, где проучился всего два года. Посещал студию мастера анималистического пейзажа А. С. Степанова. А. Н. Комаров в своем творчестве также продолжил национально-романтическую линию, начатую в русском искусстве такими мастерами, как А. С. Степанов, Ф. А. Рубо, П. О. Ковалевский и Н. С. Самокиш.
Жил в Туле, Казани, Москве. В 1906 г. много путешествовал. Известен как иллюстратор многих детских книг, журналов «Светлячок» «Мурзилка». Оформлял книги в издательстве И. Д. Сытина. В годы Великой Отечественной войны исполнял плакаты в поддержку здоровья детей. Написал множество картин, известных советским детям со школьного возраста. Работы художника легли в основу самой многочисленной серии почтовых марок СССР, посвященных животным.
Умер Алексей Никанорович на своей даче в Песках. Похоронен на кладбище соседнего села Конев Бор Коломенского района.

## Работы
А. Н. Комаров иллюстрировал книги писателей-натуралистов: Петра Мантейфеля, Георгия Скребицкого, Евгения Спангенберга, Веры Чаплиной.

Сейчас его работы находятся в Государственном Дарвиновском музее (Москва), Курской областной картинной галерее, Московском областном краеведческом музее (Истра), Коломенском районном краеведческом музее (Коломна), Биологическом музее им. К. А. Тимирязева (Москва), Тарусской картинной галерее (Таруса) и других.

### Мнения и критика
С. Туров в журнале «Охота и охотничье хозяйство» (№ 11, 1974 год) писал

Он прошёл долгий творческий путь, мы называем Алексея Никаноровича патриархом русского анималистического направления в изобразительном искусстве. Замечательно, что, несмотря на свой преклонный возраст, он сохранил твёрдость в рисунке и колорит в живописи. Разнообразен и широк его талант, в том убеждаешься, мысленно окинув взором работы Комарова от первых лет творчества…
— Журнал «Охота и охотничье хозяйство», 1974, № 11, с. 41
В той же статье написано, что о необходимости любви человека к животным, об охране дикой природы художник настойчиво напоминал своими картинами, иллюстрациями в книгах и журналах, открытками, почтовыми марками, литературными очерками-воспоминаниями. Комаров написал в своих записках:

Я старался заразить зрителей и читателей своей любовью к зверям и птицам нашей родной природы; я видел их а натуре, люблю и хорошо знаю.
— Журнал «Охота и охотничье хозяйство», 1974, № 11, с. 41

## Награды и звания
- Заслуженный деятель искусств РСФСР (1947)
- Народный художник РСФСР (1972)[4]

## Семья
Вторая жена -  Наталья Александровна Вальтер. Дочь - Татьяна Александровна Филиппенко, внучки - Екатерина Львовна Филиппенко и Марина Львовна Хлебникова. Первая жена - Екатерина Осиповна Вальтер.